# Marcaltő
Marcaltő je vesnice v Maďarsku v župě Veszprém, spadající pod okres Pápa, blízko trojmezí žup Győr-Moson-Sopron, Vas a Veszprém. Nachází se asi 14 km severozápadně od Pápy, 16 km jihozápadně od Tétu, 25 km jihovýchodně od Csorny, 33 km jihozápadně od Győru a 34 km severovýchodně od Celldömölku. V roce 2015 zde žilo 727 obyvatel, z nichž 93,1 % tvoří Maďaři.
Kromě hlavní části k Marcaltő připadají i malé části Farkasd, Ihász a Zsigaháza.
Marcaltő leží na silnicích 8408 a 8416. Je přímo silničně spojeno s vesnicemi Egyházaskesző, Gyarmat, Malomsok, Szany, Takácsi, Varkésző a městem Pápa. Marcaltő se nachází mezi řekami Marcal a Rába. U Marcaltő se do nich vlévá několik potoků, jako např. potok Marcaltői-övárok, který přímo vesnicí protéká, nebo potoky Gerence nebo Tilos.
Ve vesnici se nachází katolický kostel sv. Jana Nepomuckého. Také se zde nachází škola, knihovna, obchod s nábytkem, smíšené zboží, hřiště, pošta a hospoda.